# Bamberger Zwiebeln

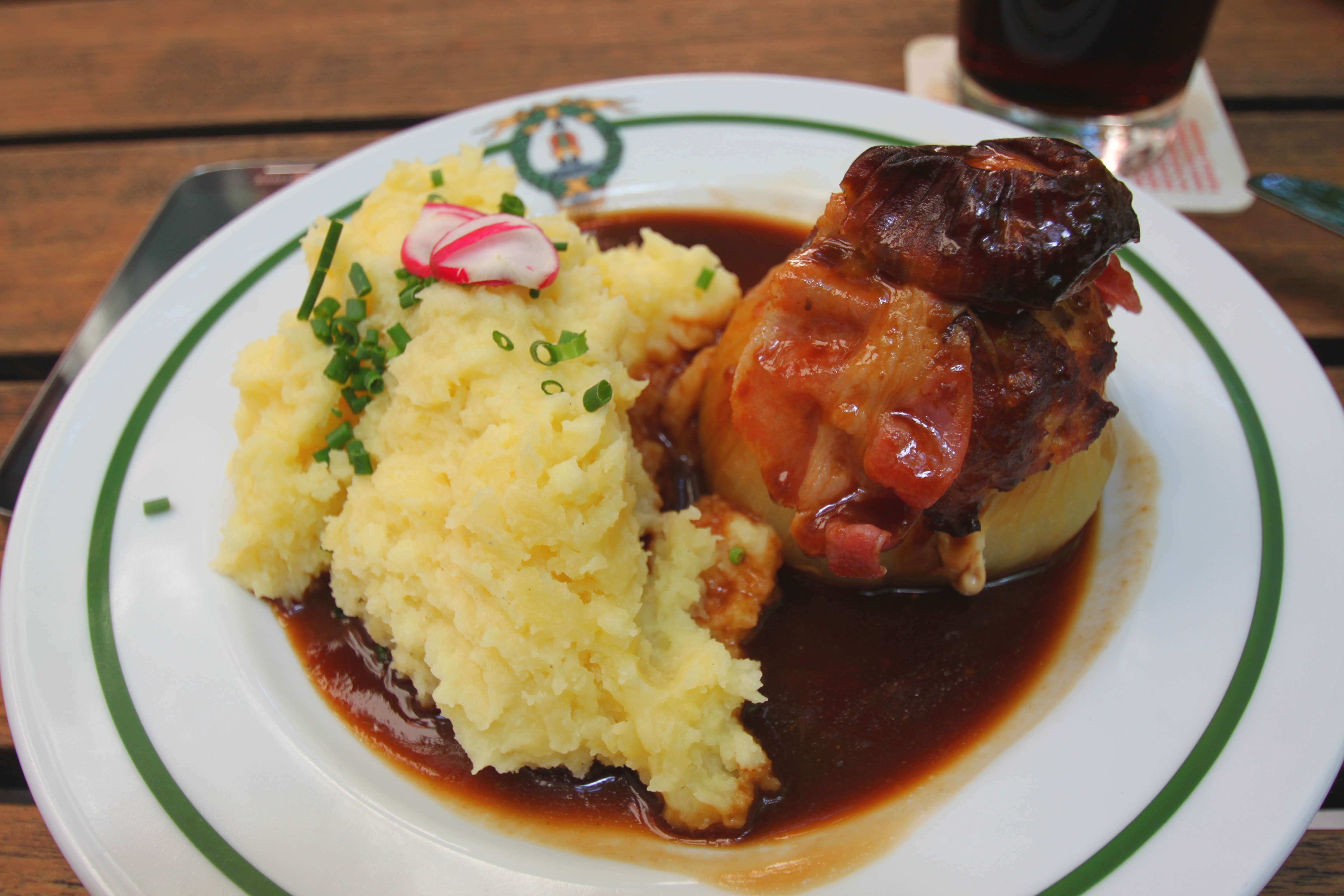
Bamberger Zwiebel

Las Bamberger Zwiebeln (trad. en castellano «cebollas de Bamberg») son un plato tradicional de Franconia en la cocina alemana. Son un plato muy típico de la ciudad alemana de Bamberg de cebollas rellenas con picadillo de salchicha.

## Preparación
Se eligen unas cebollas de gran tamaño y se cuecen en un caldo concentrado de carne durante casi 10 minutos hasta que empiezan a ablandar, se quitan las capas del interior de las cebollas cocidas hasta que tengan por lo menos un grosor de un centímetro y se rellenan con la carne picada procedente de una salchicha (por ejemplo una Bratwurst) y se ponen al horno a una temperatura de 200 °C durante 35 a 45 minutos. El líquido que sobra del plato cuando está en el horno se mezcla al final con Rauchbier (cerveza ahumada típica de la comarca de Bamberg y la salsa obtenida se vierte sobre un trozo frito de tocino; cuando las cebollas están listas, se junta todo.

## Servir
Suele ir acompañado de un puré de patatas, un poco de sauerkraut y una jarra (lo habitual por la zona es un litro) de Rauchbier. Es un plato muy típico de la zona de Bamberg debido a la buena producción de cebollas que tiene la comarca